# モニク・ファンデリー
モニク・ファンデリー（オランダ語: Monique van der Lee 1973年11月7日 - ）はオランダのヘールフホヴァールト出身の柔道選手。現役時代は72kg超級の選手。身長176cm。体重84kg。

## 人物
72kg超級にしては84kgと比較的軽量ながら、ジュニアの頃から国際大会で活躍していて、17歳の時には世界選手権で3位となった。翌年にはバルセロナオリンピックに出場するが、初戦でポーランドのベアタ・マクシモフに敗れた。1993年の世界選手権では、準決勝で阿武教子に1－2の判定で敗れるが3位となった。1995年の世界選手権無差別では、決勝で中国の孫福明に一本勝ちして優勝を果たした。しかし、オランダ国内には72kg超級世界チャンピオンのアンヘリク・セリーゼがいたために、アトランタオリンピックには出場できずに終わった。その後、ラグビー競技に転向した。現在は柔道の現場に復帰している。

## セクハラ騒動
1996年になると、コーチであるペーター・オームスにセクハラを受けていたとして、同じくオームスの指導下にあってセクハラを受けていたというアニタ・スタップス及びイレーネ・ドゥコックとともに、その件を公に告発した。
裁判ではドゥコック及びファンデリーに対するセクハラが認定されて、オームスには4ヶ月の執行猶予処分と180時間の社会奉仕活動が言い渡された。
また、オランダ柔道連盟はオームスに対して、1996年から3年間にわたってコーチ資格を停止処分にした。

## 主な戦績
(階級表記のない大会は全て72kg超級での成績)
- 1988年 - ヨーロッパジュニア　　72kg級　2位
- 1989年 - ヨーロッパジュニア　3位
- 1990年 - 世界ジュニア　2位
- 1990年 - ヨーロッパ選手権　3位
- 1991年 - ヨーロッパ選手権　無差別　優勝
- 1991年 - 世界選手権　3位
- 1992年 - ドイツ国際　優勝
- 1992年 - ヨーロッパ選手権　3位
- 1993年 - フランス国際　2位
- 1993年 - ドイツ国際　2位
- 1993年 - ヨーロッパ選手権　優勝
- 1993年 - 世界選手権　3位
- 1994年 - フランス国際　3位
- 1994年 - ドイツ国際　3位
- 1994年 - ヨーロッパ選手権　無差別　優勝
- 1995年 - ドイツ国際　2位
- 1995年 - ヨーロッパ選手権　3位
- 1995年 - 世界選手権　無差別　優勝
- 1996年 - ドイツ国際　優勝
- 1996年 - ヨーロッパ選手権　無差別　優勝